# Megachile perplexa
Megachile perplexa är en biart som beskrevs av Smith 1853. Megachile perplexa ingår i släktet tapetserarbin, och familjen buksamlarbin. Inga underarter finns listade i Catalogue of Life.